# Faro (Yukon)
Faro ist ein Ort im kanadischen Yukon-Territorium, der eine der größten Tagebau-Zink-Blei-Minen der Welt beheimatete. Die Gemeinde liegt am Pelly River und ist eine von nur acht offiziellen Gemeinden im Territorium und hat rechtlich den Statuts einer Kleinstadt (englisch Town). Seinen Namen verdankt der Ort dem gleichnamigen Kartenspiel.
Das Klima in Faro ist kaltgemäßigt (Dsc gemäß der Klimaklassifikation nach Köppen und Geiger). Die durchschnittliche Temperatur im Juli beträgt 15,0 °C und im Januar −20,1 °C sowie im Jahresschnitt bei −2,0 °C. Die tiefste Temperatur wurde am 7. Dezember 1977 mit −52,0 °C gemessen.

## Geschichte
1843 fuhr Robert Campbell, Angestellter der Hudson’s Bay Company, als erster europäischer Händler, zusammen mit seinem Dolmetscher Hoole und mit den Jägern Lapie und Kitza, den Pelly River hinunter. Auch George Dawson bereiste und kartografierte die Gegend. Vom Klondike-Goldrausch blieb die Region vergleichsweise unberührt, da die Goldfunde zu klein waren.
Charles Sheldon löste nach 1905 mit seinem Buch The Wilderness of the Upper Yukon den Zuzug zahlreicher Jäger aus, die jedoch die Wildbestände dezimierten.
1969 bis 1982 dominierte jedoch eine Erzmine das Gebiet, in dem plötzlich mehrere Tausend Männer arbeiteten. Bereits 1953 hatten Al Kulan und sieben Kaska-Prospektoren einen Claim erworben, um eine Erzmine zu  errichten. Deren Führer war der Indianer Joe Ladue. 1960 gründeten Kulan und Aaro Aho die Firma Dynasty Explorations. 1965 arbeiteten bereits 100 Männer in der Blei-Zink-Mine. Bald arbeiteten sie mit Cypress Mining aus Los Angeles zusammen und gründeten die Cyprus Anvil Mining Corporation. Die neue Mine nahm 1969 ihren Betrieb auf und wurde zur größten Mine dieser Art in Kanada, zum größten Arbeitgeber im Yukon. Sie erbrachte rund ein Drittel der Wirtschaftsleistung des Territoriums.
Die Cyprus Anvil Mining Corporation errichtete 1968 Faro als Ausgangsort für die Erschließung, wozu auch eine Straße zwischen Carmacks und Ross River gebaut wurde. Sie ist heute Teil des Yukon Highway 4. Am 13. Juni 1969 zerstörte zwar ein Waldbrand die Häuser, doch wurden sie bald wieder aufgebaut. 1970 hatte der Ort rund 800 Einwohner, 1981 waren es fast 2.000. Die Erzmine arbeitete bis 1982. Sie lieferte das Erz per Lkw nach Whitehorse, von wo es durch die White Pass and Yukon Railway mit dem Zug nach Skagway transportiert wurde.
Cyprus Anvil wurde von Dome Petroleum übernommen. Erstmals im Juni 1982 wurden die Arbeiten angesichts fallender Erzpreise unterbrochen. Im September wurde die Schließung der Mine bekanntgegeben. Die meisten Arbeiter verließen die Stadt. 1985 hatte Faro nur noch 97 Einwohner.
1986 wurde die Produktion durch Curragh Resources und mit staatlichen Subventionen wieder aufgenommen. Nun transportierten ausschließlich LKWs das Erz nach Skagway, wo es auf Schiffe verladen wurde. Doch 1993 wurde die Mine erneut geschlossen.
1995 bis 1998 versuchte sich die Anvil Range Mining Corporation letztmals in dem Gebiet, doch Anvil Range meldete Konkurs an. Die Geräte und Fahrzeuge wurden nun verkauft. 2017 wurde bekannt, dass die Beseitigung der durch die Minen hervorgerufenen Umweltschäden den kanadischen Staat mehr als 1 Milliarde C$ kosten wird.
Faro hatte um 2004 wieder 400 Einwohner.
Heute versucht Faro Touristen anzuziehen und verweist auf seltene Tierbestände in der Umgebung, wie etwa Dall-Schafe der umstrittenen Unterart Ovis dalli fannini, die Fannin's Sheep genannt werden.

## Demographie
Die letzte offizielle Volkszählung, der Census 2016, ergab für die Ansiedlung eine Bevölkerungszahl von 348 Einwohnern, nachdem der Zensus 2011 für die Gemeinde nur eine Bevölkerungszahl von 344 Einwohnern ergab. Die Bevölkerung nahm damit im Vergleich zum letzten Zensus im Jahr 2011 um 1,2 % zu und entwickelte sich deutlich schwächer als im Durchschnitt des Territoriums, dort mit einer Bevölkerungszunahme von 5,8 %. Auch im Zensuszeitraum 2006 bis 2011 hatte die Einwohnerzahl in der Gemeinde nur schwach um 0,9 % zugenommen, während sie im Durchschnitt des Territoriums um 11,6 % zunahm.
Zum Zensus 2016 lag das Durchschnittsalter der Einwohner bei 43,2 Jahren und damit über dem Durchschnitt des Territoriums von 39,1 Jahren. Das Medianalter der Einwohner wurde mit 47,0 Jahren ermittelt. Das Medianalter aller Einwohner des Territoriums lag 2016 bei 39,5 Jahren. Zum Zensus 2011 wurde für die Einwohner der Gemeinde noch ein Medianalter von 50,2 Jahren ermittelt, bzw. für die Einwohner der Territoriums bei 39,1 Jahren.

## Verkehr
Neben dem Robert Campbell Highway, der Verbindung von Carmacks nach Watson Lake, verbindet der etwa 3 Kilometer südlich der Gemeinde und des Pelly River gelegene Flugplatz (IATA-Flughafencode: ZFA, ICAO-Code: CZFA, Transport Canada Identifier: -) die Bewohner mit dem restlichen Land. Der Flugplatz verfügt dabei wie viele der Flugplätze im nördlichen Kanada nur über eine geschotterte Start- und Landebahn von 1.218 Meter Länge.

## Belege
1. 1 2  Faro Community Profile. Census 2016. In: Statistics Canada. 9. August 2019, abgerufen am 19. September 2019.
2. ↑  climate.mapresseo.com: 62.23 -133.355, Online-Kartenabruf am 31. Mai 2023.
3. ↑  1981 to 2010 Canadian Climate Normals station data. Environment and Climate Change Canada, 11. Juni 2019, abgerufen am 19. September 2019.
4. ↑  Two decades after closure of Yukon’s Faro mine, a cleanup plan takes shape. In: The Globe and Mail. 3. Januar 2017, abgerufen am 19. September 2019.
5. ↑  Faro Community Profile. Census 2011. In: Statistics Canada. 31. Mai 2016, abgerufen am 19. September 2019.
6. ↑  Canadian Airports Charts. NAV CANADA, abgerufen am 31. Oktober 2022.